# Wolves and Witches
Wolves and Witches (Lobos y Brujas), es el cuarto álbum de la banda rumana de metal Mágica. Publicado el 28 de noviembre de 2008 en Rumania, y un mes más tarde en Europa, en formato de digipak limitado.
De este álbum no se extrae ningún sencillo, a pesar de ello, un fan en YouTube, realizó un videoclip con la canción Don't wanna kill, el cual gustó tanto a la banda que terminaron por darlo a conocer en su perfil oficial en MySpace.
Aunque el álbum anterior fue más exitoso, el éxito obtenido por Wolves and Witches, fue suficiente para que la casa discográfica, AFM Records, se animara a dar el siguiente comunicado: "La joven banda rumana MAGICA ya ha encontrado su propio sonido y sabe exactamente lo que hace. Llámalo Synphonic-, Power-, Gothic- ó Melodic- metal: los fanáticos de Nightwish, Edenbridge y After Forever  encuentran otro grupo favorito en MAGICA ".

## Listado de canciones
| N.º | Título                                     | Escritor(es)           | Duración |  |
| 1.  | «Don't Wanna Kill»                         | Bogdan Costea;6Fingers | 4:59     |  |
| 2.  | «They Stole the Sun»                       | Costea;6Fingers        | 5:01     |  |
| 3.  | «Hold on Tight»                            | Costea;6Fingers        | 5:42     |  |
| 4.  | «Hurry up Ravens»                          | Costea;6Fingers        | 4:50     |  |
| 5.  | «Maiastra»                                 | Costea;6Fingers        | 2:36     |  |
| 6.  | «Dark Secret»                              | Costea;6Fingers        | 4:21     |  |
| 7.  | «Just for two Coins»                       | Costea;6Fingers        | 5:06     |  |
| 8.  | «Until the Lights is Gone»                 | Costea;6Fingers        | 5:09     |  |
| 9.  | «Chitaroptera»                             | Costea;6Fingers        | 2:53     |  |
| 10. | «Mistress of the Wind»                     | Costea;6Fingers        | 5:00     |  |
| 11. | «In the Depths of the Lake» ((Bonustrack)) | Costea;6Fingers        | 4:49     |  |

### Digipack bonustracks
| N.º | Título | Escritor(es) | Duración |  |

- Datos: Q8030582